# Florine de Leymarie
Florine de Leymarie (ur. 9 maja 1981 w Moûtiers) – francuska narciarka alpejska, olimpijka (XX Zimowe Igrzyska Olimpijskie w Turynie w 2006), uczestniczka Mistrzostw Świata w Narciarstwie Alpejskim w Åre w 2007.

## Osiągnięcia
- Najwyższa pozycja w Pucharze Świata: 37. (2007)
- Najlepsze miejsce w slalomie: 18. (2005)
- Najlepsze miejsce w konkursie Pucharu Świata: 4.
- 11. miejsce w slalomie na Zimowych Igrzyskach Olimpijskich w Turynie w 2006 (czas: 1:31,39)
- 5. miejsce w kombinacji drużynowej mieszanej na Mistrzostwach Świata w Narciarstwie Alpejskim w Åre w 2007 (51 pkt)
- 9. miejsce w klasyfikacji końcowej Pucharu Europy w sezonie 2002/2003
- 6. miejsce w klasyfikacji końcowej Pucharu Europy w sezonie 2004/200
- 4 razy na podium w Pucharze Europy, w tym dwa razy na najwyższym stopniu podium